# 青森県道257号後平馬屋尻線
青森県道257号後平馬屋尻線（あおもりけんどう257ごう うしろたいまやじりせん）は、青森県上北郡七戸町字後平から青森市大字馬屋尻に至る一般県道である。

## 概要
当路線の単独区間は、全線青森県道路公社が管理するみちのく有料道路となっている。県道認定告示の終点は青森市大字馬屋尻となっているが、道路供用告示は青森県道123号清水川滝沢野内線と交わる青森市大字滝沢字下川原より先についての言及がなされていない。

### 路線データ
青森県例規集に基づく起終点および経過地は次のとおり。
- 起点：上北郡七戸町字後平（上北郡七戸町字後平738の2[2][注釈 1]＝国道4号交点）
- 終点：青森市大字馬屋尻（青森市大字滝沢字下川原171の2[2]＝青森県道123号清水川滝沢野内線上）
- 重要な経過地：なし

## 歴史
- 1975年（昭和50年）2月13日 - 青森県が県道天間舘馬屋尻線として路線認定[1][3]。
- 1980年（昭和55年）11月13日 - みちのく有料道路の供用を開始し、全線開通[2][4]。
- 1993年（平成5年）5月10日 - 路線の一部が主要地方道青森東インター線に指定される[5]。
- 1994年（平成6年）3月25日 - 1993年に主要地方道に指定された区間が青森県道47号青森東インター線となる[6]。
- 2008年（平成20年）3月31日 - 青森県が県道後平馬屋尻線に路線名を変更[3]。

## 路線状況

### 重複区間
- 青森県道242号後平青森線：起点 - 七戸町字志茂川原[2]
- 青森県道47号青森東インター線（青森市三本木字川崎 - 終点）
- 青森県道44号青森環状野内線（青森県青森市三本木川崎・地内）
- 青森県道123号清水川滝沢野内線（青森県青森市三本木川崎 - 青森市大字馬屋尻・終点）

## 地理

### 通過する自治体
- 青森県
上北郡七戸町 - 青森市

### 交差する道路
- 国道4号（上北郡七戸町字後平、起点）
- 青森県道242号後平青森線（みちのく有料道路）
- 青森県道123号清水川滝沢野内線（青森市三本木字扇沢）
- 青森県道47号青森東インター線（青森市三本木字川崎）
- 青森県道44号青森環状野内線・青森県道123号清水川滝沢野内線（青森市大字三本木字川崎）
- 国道4号・青森県道123号清水川滝沢野内線（青森市大字馬屋尻字小金沢・終点）

### 沿線
- 東奥カントリークラブ
- 天間ダム